# 藤田りえ
藤田 りえ（ふじた りえ、旧芸名：藤田理恵、1974年11月23日‐）は、フリーアナウンサー。元山口朝日放送（yab）アナウンサー。

## 人物
- 徳島県出身。血液型:A型
- 趣味:料理、写真、食べ歩き

## 出演番組

### 山口朝日放送時代
- 5時からワイド

など

### フリー
- テレビ埼玉
  - テレ玉ニュース（2016年10月25日[1]・11月1日[2]・2017年12月22日[3]、キャスター）
  - EveningNews（2016年7月22日[注 1]・8月19日[6]・9月30日[7]・10月17日[8]・10月25日[1]・2017年2月2日[9]・3月24日[10]・9月6日[11]・12月5日[12]・12月6日[13]・12月22日[3]・2018年3月22日[14]、キャスター）
  - ニュース545（2022年2月16日[注 2]、キャスター）
  - ニュース930（2022年2月16日[注 3]、キャスター）
  - ウィークエンドニュース サタデー・サンデー（2018年12月9日[注 4]・2021年6月26日[注 5]・6月27日[23]・7月3日[24]・7月10日[25][26]・7月11日[25][26]・8月21日[27][28]・9月4日[28][29]・2022年2月5日[30][17]、キャスター）
- チバテレビ
  - ウィークリー千葉県
  - ザ・サンデー千葉市
- NHK
  - BSプレビュー
  - BS大好き
  - オリンピックガイド
- TBSテレビ
  - 特選名品館
- TOKYO MX
  - TOKYOインフォメーション（『TOKYOモーニングサプリ』内。?～2005年12月）
- 日経ブロードバンドニュース
  - シネマコーナー（?～2006年3月）